# سیارک ۷۵۶۲
سیارک ۷۵۶۲ (به انگلیسی: 7562 Kagiroino-Oka، نامگذاری:1986WO9) هفت هزار و پانصد و شصت و دومین سیارک کشف شده‌است که در ۳۰ نوامبر ۱۹۸۶ کشف شد.
قدر مطلق سیارک برابر ۱۲٫۸۰ است.